# Аеродром Константин Велики Ниш
Аеродром Константин Велики Ниш (: , : ) је аеродром који опслужује југоисток Србије. Налази се 4 km од центра Ниша у насељу Медошевац и Поповац на територији нишке општине Црвени крст. Други је аеродром у Србији по броју примљених путника годишње (после аеродрома Никола Тесла).
Са повољним временским условима током већине године, а такође са повољним положајем, аеродром Константин Велики служи и као алтернативни аеродром суседним аеродромима у Београду, Охриду, Приштини, Скопљу и Софији. Капацитет аеродрома је три авиона по часу.
Последњих година аеродром нишки аеродром је забележио велики пораст путника. Године 2019. број путника је прешао 420 хиљада.

## Историја
Министар војни генерал Степа Степановић донео је Уредбу да се у Нишу по правилнику инжињеријског капетана и „аеронаута” Косте Милетића устроји станица „Голубије поште” у Нишу 1908. године. Први командир „голубије станице” је био инжињеријски поручник Лазар Костић, а већ наредне године подигнута је наменска станица за потребе станице на Трупалском пољу. Крајем 1908. године у Немачкој су поручена два балона, један змај балон и један слободан балон, који је крштен „Србија". Нови министар војни генерал Радомир Путник одобрио је средства за изградњу водоничке централе у Нишу 1911. године. Следеће године расписан је конкурс за питомце за изучавање пилотаже у иностранству. Крај Ниша на Трупалском пољу, у близини железничке станице Топоница, био је уређен први аеродром. Подигнуто је шест пољских платнених хангар-шатора. Војвода Радомир Путник је 24. децембра 1912. године потписао решење којим је установљена Ваздухопловна команда са седиштем у Нишу, која се састојала од Аеропланске ескадре, Балонске чете и Голубије поште. За команданта је постављен мајор Коста Милетић. Национални авио-превозник Краљевине Југославије Аеропут уврстио је нишки аеродром код Медошевцa у редовни путнички саобраћај на линији Београд-Ниш-Скопље-Битољ-Солун, у летњој сезони од маја до краја октобра 1935. године. После Другог светског рата аеродром је коришћен као војна база. На аеродрому је, међу осталим, био стациониран 63. падобрански батаљон и 119. хеликоптерска бригада која је основана 1945. као 1. ваздухопловни транспортни пук.
На локацији данашњег аеродрома је 1952. године изграђена прва бетонска стаза дужине 1.500 м, која је служила за војно летење. Стаза је 1972. године продужена на 2.200 м.
Године 1986. основана је Радна организација „Аеродром Ниш“ која је управљала аеродромом, а данас је то Јавно предузеће „Аеродром Ниш“.
Аеродром је свечано отворен 12. октобра 1986. године слетањем првог авиона Боинг 737 и аеро-митингом.
Током НАТО бомбардовања СРЈ 1999. године, полетно-слетна стаза аеродрома „Ниш“ погођена је 57 пута и у потпуности је уништено 11% асфалта. Након рата аеродром је био ван употребе неколико година.
Године 2003. норвешко краљевско министарство спољних послова је уложило велика средства у обнову аеродрома. Аеродром је отворен 12. октобра 2003. и добио име „Аеродром Константин Велики“. Пре тога, 2002. године, урађене су студије у фази реконструкције, према којима је одређен циљни број путника који би годишње могли да користе аеродром — од 90.000 до 120.000.
Пројекат реконструкције аеродрома коштао је 4 милиона евра, а радови на њему су трајали од марта 2003. до децембра 2004. године. У реконструкцију је утрошено 2.130 m³ бетона и 58.400 t асфалта, и током реконструкције полетно-слетна стаза је продужена на 2.500 м.
Године 2017. је обновљена је фасада зграде аеродрома.
Од 2017. године власник аеродрома је Република Србија након што је Град Ниш одлуком предао власништво и управљање републици. Ово је изазвало негодовање свих грађана Ниша.

## Редовне линије
Следеће редовне путничке авио-компаније користе аеродром Константин Велики:
| Авио-компанија            | Одредишта |
| ------------------------- | --- |
| Виз ер                    | Базел/Милуз/Фрајбург, Меминген                                                                                 |
| Ер Србија                 | Београд, Истанбул, Келн/Бон, Љубљана, Франкфурт-Хан Сезонски: Атина, Тиват Сезонски чартер: Анталија, Монастир |
| Рајанер                   | Беч, Малта Сезонски: Крф, Стокхолм-Арланда                                                                     |
| Свис интернашонал ерлајнс | Сезонски: Цирих (од 30.06.2025)                                                                                |

## Статистике
Након отварања савременог комплекса 1986. године аеродром је имао успоне и падове у броју путника. До бомбардовања 1999. једино је 1989. године број путника благо прешао 20.000, а 1987, 1988. и 1998. је број путника био између 15.000 и 20.000 путника. Најмање је превезено 1995. када је број путника био око 3.000.
| Година | Путници | Промена | Авио операција | Промена | Карго (т) | Промена |
| ------ | ------- | ------- | -------------- | ------- | --------- | ------- |
| 2004.  | 19.040  | 927%    | 284            | 13%     | 147       | Раст    |
| 2005.  | 26.787  | 41%     | 315            | 11%     | 452       | 207%    |
| 2006.  | 35.518  | 33%     | 382            | 12%     | 112       | 75%     |
| 2007.  | 30.453  | 14%     | 456            | 19%     | 448       | 300%    |
| 2008.  | 22.870  | 24%     | 353            | 23%     | 163       | 64%     |
| 2009.  | 17.159  | 25%     | 349            | 1%      | 390       | 139%    |
| 2010.  | 23.627  | 38%     | 558            | 60%     | 1.554     | 298%    |
| 2011.  | 25.112  | 6%      | 591            | 5,9%    | 705       | 66%     |
| 2012.  | 27.426  | 9,2%    | 781            | 32,1%   | 322       | 54,3%   |
| 2013.  | 21.700  | 21%     | 497            | 36%     | 357       | 10%     |
| 2014.  | 1.335   | 93%     | 271            | 45%     | 288       | 19%     |
| 2015.  | 36.200  | 2611,6% | 526            | 94%     | 553       | 91,82%  |
| 2016.  | 124.917 | 345,1%  | 722            | 37%     | 1.967     | 355,5%  |
| 2017.  | 331.582 | 165,4%  | 1.477          | 104,6%  | 2.537     | 29,33%  |
| 2018.  | 351.582 | 6%      | 1.417          | 4%      | 688       | 74,5%   |
| 2019.  | 422.255 | 20%     | 1.967          | 39%     | 1.180     | 71,5%   |
| 2020.  | 154.233 | 63%     | 1.011          | 49%     | 523       | 56%     |
| 2021.  | 146.296 | 5%      | 1.040          | 3%      | 310       | 32.2%   |
| 2022.  | 389.022 | 166%    | 1.928          | 85%     | 91        | 70%     |
| 2023.  | 448.312 | 15,24%  | 3.974          | 3,06%   | 70        | 24,08%  |
| 2024.  | 357.313 | 20,30%  | 3.526          | 11,27%  | /         | /       |

Извор:
|                               |  |
| Последњи унос: 17. март 2024. |  |

## Услуге
Аеродром је удаљен око 4 km од средишта Ниша. ЈП „Аеродром” поседује аутобусе којим се обавља превоз путника по кружној линији у Нишу (линија 34). Аутобуси су набављени као донација након 2000. године.
Такси-услуге такође постоје на аеродрому и повезују путнике за било који део града. Вожња таксијем од аеродрома до средишта града кошта око 300 дин. Rent-a-car агенције се налазе у зони за сортирање пртљага.
Последњих година појавио се и комби-превоз из Београда и градова дуж ауто-пута Београд-Ниш (Велика Плана, Јагодина, Параћин), који превози путнике у складу са сатницом полазака и долазака авиона на аеродром.

## Центар за ванредне ситуације
Од августа 2010. на аеродрому су стационирани руски авион Иљушин Ил 76 и два хеликоптера (Мил Ми 26 и Камов Ka 32), који се користе за гашења пожара у Србији и окружењу, према Закону о ванредним ситуацијама. За седиште овог центра, Ниш је изабран због своје повољне географске локације, а током 2007. године аеродром у Нишу је коришћен као база за гашење пожара који су захватили Србију и околне земље.
Иљушин Ил-76 је, поред Бериева Бе-200, служио у гашењу пожара који су 2012. године захватили Тару.